# Абу Машар аль-Балхі

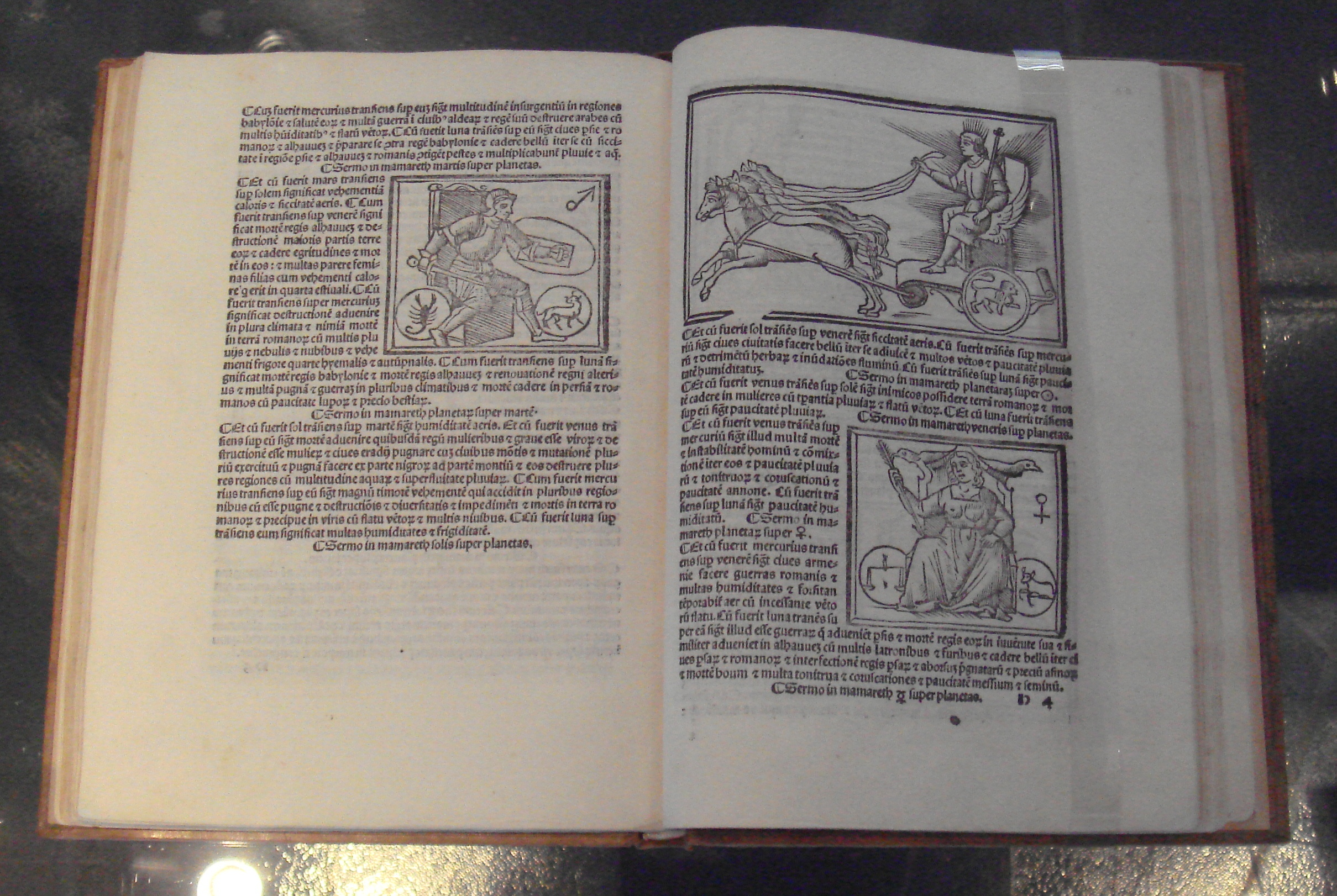
Переклад на латину книги Абумашара De Magnis Coniunctionibus (Про великі кон'юкції), Венеція, 1515

Абу Машар Джафар ібн Мухаммад аль-Балхі (араб. أبو معشر جعفر بن محمد بن عمر البلخي; 10 серпня 787, Балх, Хорасан (нині Афганістан) — 9 березня 886, Васіт, Аббасидський халіфат (нині Ірак)) — перський математик, астроном і астролог. Був відомий у Європі під ім'ям Albumaser (Альбумасар або Альбумазар).

## Життєпис
Протягом десяти років жив у Бенаресі, де вивчав індійську астрономію. Написав «Зідж тисяч», «Зідж з'єднань і проникнень», «Книгу про форму небесної сфери та різноманіття її сходжень», «Книгу про визначення часу по дванадцяти світилам». Його «Введення в науку про зірки» (Kitab al-mudkhal al-kabir ila 'ilm ahkam an-nujjum), написану в Багдаді в 848 і перекладену на латину під назвою «Introductorium in Astronmiam» (у 1133 і ще раз у 1140), було першим європейським викладом астрології. У Багдаді він навчався у аль-Кінді.
Його творчість — приклад впливу герметичної традиції на арабську астрологію. Його роботи являють собою цікаву суміш Сабейського герметизму, перської хронології, ісламу, грецької науки й месопотамської астрології. Сприяв утвердженню ідеї про зіставлення стародавнього пророка Ідріса з Енохом і Гермесом. Був винятково успішним практиком цього мистецтва, об'їхав увесь Середній Схід, служачи численним державним мужам Індії, Персії, арабських країн і Єгипту.
На християнському Заході став відомий завдяки П'єтро д'Абано, який у XIII столітті в своїй книзі «Conciliator Differentiarum Philosophorum et Praecipue Medicorum» (Diff.156) згадує про «Al-Mudsakaret» (або «Memorabilia») Абу Саїда Шадхана, учня Абу Машара, який записав відповіді й астрологічні висловлювання свого вчителя. Аналіз «Memorabilia», відомої серед схоластів як «Апомасар у викладі Садана» завдяки спотворенню імен обох вчених, провів Лінн Торндайк.
Можливо, це єдиний приклад середньовічної астрологічної агіографії. «Вчитель, майстер» постає в ньому як майже всезнаючий мудрець, який вивчає не тільки методи різних галузей свого мистецтва, а і його історію, і свідомий внесок своїх попередників. У «Memorabilia» він посилається на Машаллаха ібн Асарі, методом проектування променів якого він користувався, і зізнається, що використовував й інші його методи.
Приписуваний Абумасару твір «Пророцтво змін років і народжень», також відомий у середньовічному латинському перекладі Іоанна Севільського, на справді написаний ал-Кінді.

## Видання
- «Астрологічні квіти», Аугсбург, 1488.
- «Про великі кон'юкції», 1489.
- «Введення в астрономію», Венеція, 1506.
- «Тисячі та багато іншого»